# Aïn Defla (tỉnh)
Aïn Defla (tiếng Ả Rập: ولاية عين الدفلى) là một wilaya (tỉnh) ở phía bắc Algérie. Tỉnh này giáp Algiers - thủ đô của quốc gia này về phía tây nam.

## Phân chia hành chính
Tỉnh này có 14 huyện và 36 đô thị. Các huyện gồm
- Miliana
- Djendel
- Djelida
- El Attaf
- Khemis
- Hammam Righa
- Boumedfaâ
- Aïn Lechiakh
- Bordj El Amir Khaled
- Bathia
- Rouina
- El Abadia
- El Amra
- Đô thị cấp huyện: Aïn Defla

Các đô thị:
1. Aïn Benian
2. Aïn Bouyahia
3. Aïn Defla
4. Aïn Lechiakh
5. Aïn Soltane
6. Aïn Torki
7. Arib
8. Barbouche
9. Bathia
10. Bellas
11. Ben Allal
12. Bir Ould Khelifa
13. Bordj Emir Khaled Chikh
14. Bouchared
15. Boumedfaa
16. Djelida
17. Djemaa Ouled
18. Djendel
19. El Abadia
20. El Amra
21. El Attaf
22. El Hassania
23. El Maine
24. Hammam Righa
25. Hoceinia
26. Khemis Miliana
27. Mekhatria
28. Miliana
29. Oued Chorfa
30. Oued Djemaa
31. Rouina
32. Sidi Lakhdar
33. Tacheta Zougagha
34. Tarik Ibn Ziad
35. Tiberkanine
36. Zeddine